# Medusae Fossae
La formación Medusae Fossae es una gran formación geológica de probable origen volcánico en el planeta Marte. Lleva el nombre de la Medusa de la mitología griega. "Fossae" en latín significa "trincheras". La formación es una colección de depósitos blandos y fácilmente erosionables que se extiende de forma discontinua por más de 5.000 km a lo largo del ecuador de Marte. Sus regiones de forma tosca se extienden desde el sur de Olympus Mons hasta Apollinaris Patera, con una región adicional más pequeña más cerca del cráter Gale.
Consta de varios elementos esculpidos por el viento que miden cientos de kilómetros de ancho y varios kilómetros de alto. Son posiblemente la mayor fuente de polvo en Marte y uno de los depósitos más extensos del planeta.
El área total de la formación es igual al 20% del tamaño de los Estados Unidos continentales. Se divide en tres subunidades (miembros) que se consideran de edad amazónica, la era más joven en la historia geológica marciana. La formación se extiende a ambos lados del límite entre las tierras altas y las tierras bajas cerca de las áreas volcánicas de Tharsis y Elysium, y se extiende a lo largo de cinco cuadrángulos: Amazonis, Tharsis, Memnonia, Elysium y Aeolis.
La formación ha sido estudiada en los últimos años por Mars Express, revelando la existencia de depósitos masivos de hielo formando capas en el subsuelo de hasta 3,7 km de espesor, cubiertos por una capa protectora de polvo seco o ceniza de varios cientos de metros de espesor en la superficie.